# Apollo Mozi
Az Apollo Mozi Pécs első állandó mozija és Magyarország első hangosfilmszínháza. Épülete a belvárosban, a Perczel Miklós utca 22. szám alatt található. Elsősorban filmvetítéseket tart, de számos kulturális program helyszíneként is szolgál.

## Története
A 20. század elején népszerű befektetés volt a városban a mozi üzemeltetése, ekkoriban a helyi vállalkozók elsősorban ebbe fektették bele pénzüket. Így jött létre az Apollo Projektograph Rt. is, melynek alapítótagjai közé tartozott például Zsolnay Vilmos is. A vállalkozáshoz szükséges alaptőkét dr. Vámos Arthur pécsi drogériatulajdonos biztosította.
Az Apollo Mozi építése 1912. nyarán vette kezdetét, Károlyi Emil tervei alapján. Az épület egyszerre mondható art déco és szecessziós stílusúnak is. A mozi belsejét Gebauer Ernő festőművész freskói díszítik.
Az Apolló Mozi hivatalosan 1912. december 14-én nyitotta meg kapuit. Nem csak egyszerű moziról volt szó: az udvarban egy kávézó kapott helyet, az előadások előtt és után itt szórakoztak a vendégek. Eleinte egy hatalmas terem volt a földszinten, amely kb. 550 főt volt képes befogadni. Később ennek a teremnek a helyére került a Trafik Étterem, az emeleten pedig két mozitermet alakítottak ki. Az egyik 100, a másik pedig 40 ülőhellyel szolgál. 2004-ben, jelentős felújítás után nyitott meg újra, ekkor vált a régió egyetlen művészmozijává. 2014-től szabad, független, közhasznú, helyi nonprofit, a pécsi Apollo Mozi Alapítvány gondozása alatt áll. A város egyik kedvelt, kulturális helyszínévé nőtte ki magát.
Az Apollo Mozi az Europa Cinemas Network, az Art Mozi Egyesület és a Mozisok Országos Szövetsége tagja.

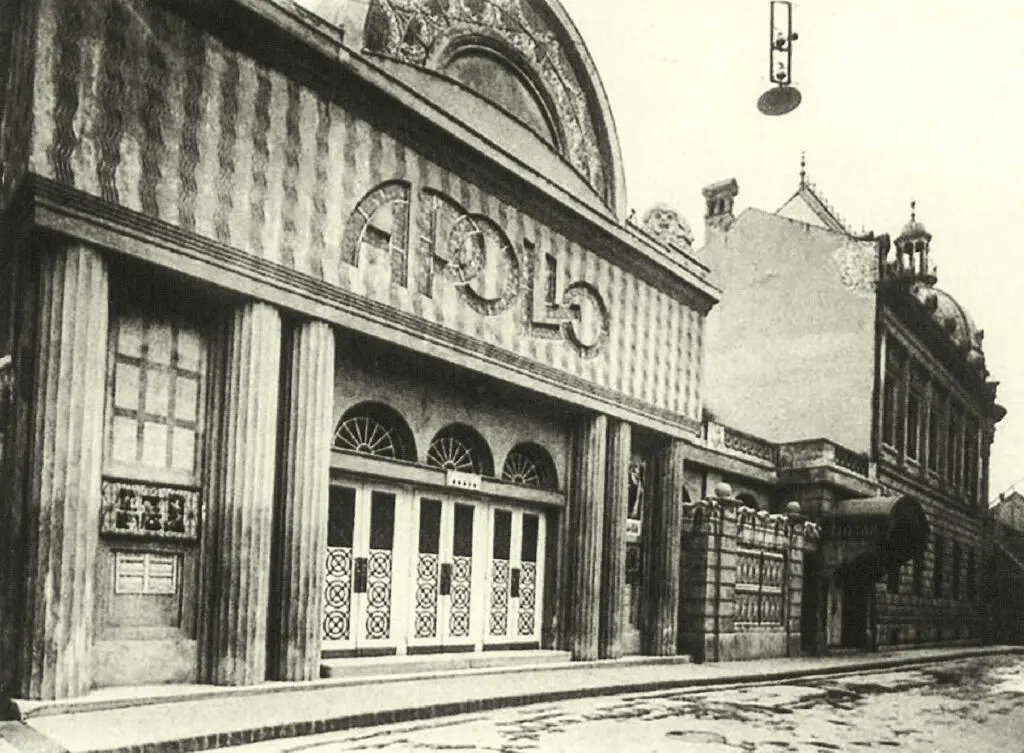
Az Apollo Mozi épülete az 1910-es években
A mozi belsejét díszítő Gebauer-freskó
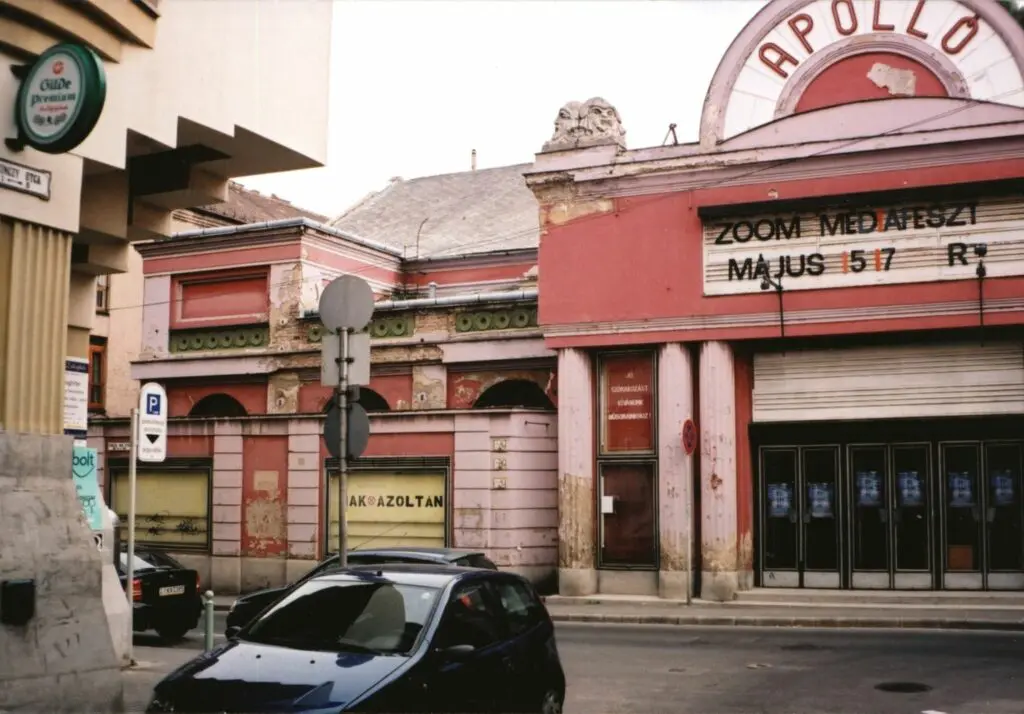
A mozi épülete a 2004-es felújítás előtt
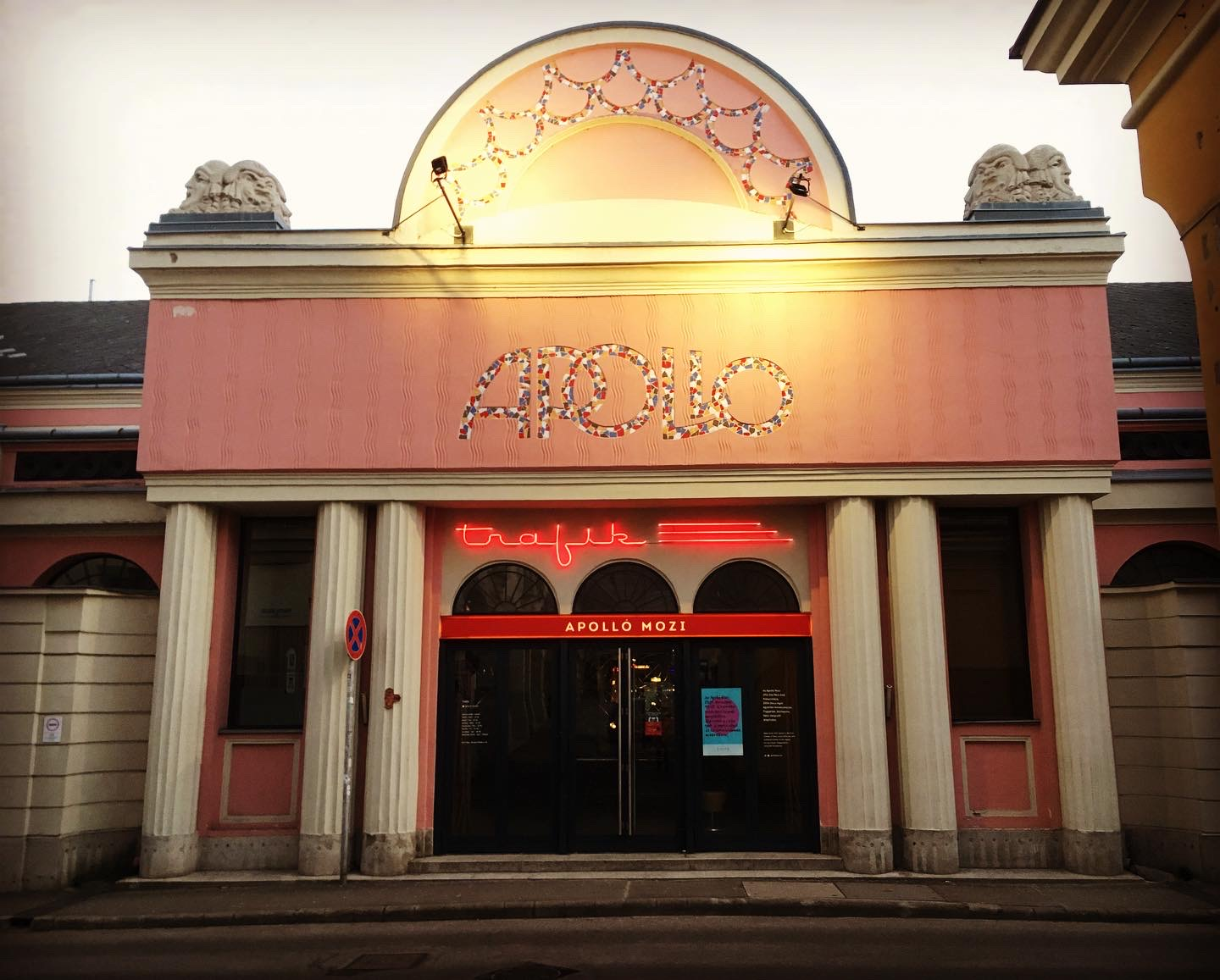
Az Apollo Mozi épülete napjainkban

## Célkitűzések
Az Apollo Mozi a szórakoztatáson és a közösségteremtésen kívül új nézőpontok megmutatására és a kritikus gondolkodás segítésére törekszik a filmművészet eszközeinek segítségével. Számos eseménnyel, találkozókkal (például filmklubokkal, beszélgetésekkel) színesíti a város kulturális életét, ezzel is segítséget nyújtva például a társadalmi jelenségek, egyenlőtlenségek, igazságtalanságok okainak megértésében. 

## Filmkínálat
A mozi 2004 óta a művészfilmek vetítését helyezi előtérbe, a programot mindig önállóan válogatják össze. Legtöbbször olyan filmeket tűznek ki a műsorra, melyek a nemzetközi filmfesztiválokon jól teljesítettek, azaz elsősorban sikeres rendezők, illetve hazai filmesek meghatározó művei tekinthetők meg. A kínálat aktuális dokumentumfilmekkel, ismeretterjesztő alkotásokkal és a filmvilág legkülönbözőbb országainak darabjaival kiegészülve válik teljessé.